# Șuia
Șuia (ru. Шуя) este un oraș din regiunea Ivanovo, Federația Rusă, cu o populație de 62.449 locuitori.

## Personalități
- Astronoma Liudmila Cernîh s-a născut la Șuia, în 1935.